# شاخ‌خزندگان
شاخ‌خزندگان (نام علمی: Ceratosauridae) نام یک تیره از شاخه شاخ خزنده سانان است گروهی از دایناسورهای گوشت خوار بودند که بین ۱۵۵ تا ۱۱۲ میلیون سال پیش می زیستند و از اعضای تیره آن ها می توان به سراتوسور اشاره نمود.